# ジャスティン・ワーナー
ジャスティン・パリス・アシュビー・ワーナー（Justyn Paris Ashby Warner、1987年6月28日 ‐ ）は、カナダ・ノースヨーク出身の陸上競技選手。専門は短距離走。100mで10秒09、室内60mで6秒57の自己ベストを持つ。2013年モスクワ世界選手権と2015年北京世界選手権の男子4×100mリレー銅メダリストで、両大会の決勝においてアンカー（4走）を務めた選手である。

## 経歴

### 2005年
7月に地元カナダのウィンザーで開催されたパンアメリカンジュニア選手権に出場すると、男子100m決勝で10秒26（+0.7）のジュニアカナダ記録（当時）を樹立。1994年にカールトン・チェンバースがマークした10秒30を塗り替えて銀メダルを獲得した。男子4×100mリレーではアンカーを務め、40秒25をマークしての銀メダル獲得に貢献した。

### 2006年
8月に北京世界ジュニア選手権に出場すると、男子100mでファイナリストになり、決勝では各ラウンドを通じて一番良いタイムの10秒39（-0.5）をマーク。惜しくもハリー・アイキネス＝アリエティ（10秒37）に0秒02差で敗れ銀メダルに終わったが、100mでは男女通じてカナダ史上初のメダリストとなった。4×100mリレーでは1走を務め、予選を39秒64のジュニアカナダ記録を樹立。決勝でも予選のタイムに迫る39秒78をマークしたが、ジャマイカ（39秒05）、アメリカ（39秒21）、イギリス（39秒24）に次ぐ4位でメダルを逃した。

### 2012年
3月のイスタンブール世界室内選手権男子60mで初のシニアの世界大会ファイナリストになり、決勝は6秒65で7位に入った。オリンピック初出場となったロンドンオリンピックでは、男子100m予選を自身初の10秒0台となる10秒09（+1.5）で突破し、準決勝でも自己ベストタイの10秒09（+1.7）をマークしたが決勝には進めなかった。男子4×100mリレーではカナダチーム（ギャビン・スメリー、オルセイ・スミス、ジャレド・コナフトン、ワーナー）のアンカーを務めると、予選を38秒05の好タイムで突破。決勝でワーナーは5,6番手でバトンを受け取ると、直線で日本とフランスのアンカーを抜いて3位でゴールし、この種目では1996年アトランタ大会以来のメダル獲得と思われたが、3走のジャレド・コナフトンがワーナーにバトンを渡す直前に内側のラインを踏んだとして、レーン侵害の失格に終わった。

### 2013年
8月のモスクワ世界選手権男子4×100mリレーに出場し、カナダチーム（ギャビン・スメリー、アーロン・ブラウン、Dontae Richards-Kwok（英語版）、ワーナー）のアンカーを務めると、メンバーに100mで9秒台の自己ベストを持つ選手がいない中、決勝でカナダ歴代4位（当時）の記録となる37秒92をマーク。ジャマイカ（37秒36）、アメリカ（37秒66）に次ぐ3位に入り、この種目では1997年アテネ大会以来のメダルとなる銅メダル獲得に貢献した。

### 2015年
5月にナッソーで開催された世界リレー男子4×100mの予選でアンカーを務めたが、1-2走間のバトンミスによってバトンはワーナーまで渡らなかった。しかし、ワーナーは周りのレーンのアンカーと一緒に走り出し、ゴール手前で力を抜いたものの最後まで走りきった。8月に北京世界選手権に出場すると、2011年大邱大会以来の出場となった男子100mは予選で10秒20（-0.1）の組5着に終わり、準決勝には進めなかった。男子4×100mリレーでは予選でカナダチーム（ワーナー、アンドレ・ドグラス、ブレンドン・ロドニー、アーロン・ブラウン）の1走を務めると、38秒03の好タイムをマークして組5着（全体6位）で決勝に進出した。決勝ではカナダチーム（アーロン・ブラウン、アンドレ・ドグラス、ブレンドン・ロドニー、ワーナー）のアンカーを務めると、ゴール直前で中国のアンカーに抜かれ38秒13の4位でゴールしたが、その後2位でゴールしたアメリカがオーバーゾーンで失格となり、カナダは3位に繰り上がり2大会連続の銅メダル獲得となった。

## 家族
弟のイアン・ワーナーは2007年世界ユース選手権男子100mで7位、妻のニキータ・ホルダーは2011年大邱世界選手権女子100mハードルで6位の実績を持つ。

## 自己ベスト
記録欄の（　）内の数字は風速（m/s）で、+は追い風を意味する。
| 種目 | 記録                        | 年月日                    | 場所           | 備考           |
| 屋外 | 屋外                        | 屋外                      | 屋外           | 屋外           |
| ---- | --------------------------- | ------------------------- | -------------- | -------------- |
| 100m | 10秒09 (+1.5) 10秒09 (+1.7) | 2012年8月4日 2012年8月5日 | ロンドン       |                |
| 100m | 10秒08w (+3.3)              | 2015年4月18日             | クレアモント   | 追い風参考記録 |
| 200m | 20秒95 (+0.8)               | 2011年6月12日             | トロント       |                |
| 室内 |                             |                           |                |                |
| 50m  | 5秒77                       | 2012年2月2日              | サスカトゥーン |                |
| 60m  | 6秒57                       | 2015年2月21日             | バーミンガム   |                |

## 主要大会成績
備考欄の記録は当時のもの
| 年   | 大会                               | 場所           | 種目    | 結果         | 記録          | 備考                           |
| ---- | ---------------------------------- | -------------- | ------- | ------------ | ------------- | ------------------------------ |
| 2005 | パンアメリカン ジュニア選手権 (en) | ウィンザー     | 100m    | 2位          | 10秒26 (+0.7) | ジュニアカナダ記録             |
| 2005 | パンアメリカン ジュニア選手権 (en) | ウィンザー     | 200m    | 5位          | 21秒04 (+2.5) |                                |
| 2005 | パンアメリカン ジュニア選手権 (en) | ウィンザー     | 4x100mR | 2位          | 40秒25 (4走)  |                                |
| 2006 | 世界ジュニア選手権                 | 北京           | 100m    | 2位          | 10秒39 (-0.5) |                                |
| 2006 | 世界ジュニア選手権                 | 北京           | 4x100mR | 4位          | 39秒78 (1走)  | 予選39秒64：ジュニアカナダ記録 |
| 2011 | 世界選手権                         | 大邱           | 100m    | 準決勝3組8着 | 10秒47 (-0.8) |                                |
| 2011 | 世界選手権                         | 大邱           | 4x100mR | 予選3組5着   | 39秒28 (4走)  |                                |
| 2012 | 世界室内選手権                     | イスタンブール | 60m     | 7位          | 6秒65         |                                |
| 2012 | オリンピック                       | ロンドン       | 100m    | 準決勝3組4着 | 10秒09 (+1.7) | 自己ベスト                     |
| 2012 | オリンピック                       | ロンドン       | 4x100mR | 決勝失格     | DQ (4走)      | レーン侵害                     |
| 2013 | 世界選手権                         | モスクワ       | 4x100mR | 3位          | 37秒92 (4走)  |                                |
| 2014 | 世界リレー (en)                    | ナッソー       | 4x100mR | 6位          | 38秒55 (4走)  |                                |
| 2015 | 世界リレー (en)                    | ナッソー       | 4x100mR | 予選失格     | DQ (4走)      |                                |
| 2015 | 世界選手権                         | 北京           | 100m    | 準決勝1組5着 | 10秒20 (-0.1) |                                |
| 2015 | 世界選手権                         | 北京           | 4x100mR | 3位          | 38秒13 (4走)  |                                |